# Arthur Zabel
Arthur Zabel (* 14. September 1891 in Wittenberge; † 6. Januar 1954 in Heikendorf, bei Kiel) war ein deutscher Gewerkschaftsfunktionär und Politiker (SPD).

## Leben
Zabel wurde als Sohn eines Fabrikarbeiters geboren und erlernte nach dem Besuch der Bürgerschule den Beruf des Maschinenschlossers. Im Anschluss ging er auf einjährige Wanderschaft, zog dann nach Kiel und arbeitete als Torpedo-Werkstattschlosser bei der Deutsche-Werke-Werft. Er trat 1909 in die SPD ein. Nach der Novemberrevolution war Zabel Delegierter für Schleswig-Holstein der beiden großen Reichsrätekongresse in Berlin im Dezember 1918 und im April 1919.
Zabel engagierte sich aktiv in der Gewerkschaftsbewegung. Er wurde 1918 Sekretär des Deutschen Eisenbahner-Verbandes (DEV), des späteren Einheitsverbandes der Eisenbahner Deutschlands (EdED), in Neumünster. Von April 1919 bis 1922 war Zabel Bezirksleiter des DEV in Neumünster, ab 1922 war er in gleicher Funktion in Stettin tätig. Von März 1920 bis 1921 war er überdies als Landrat des Kreises Bordesholm tätig. Die vonseiten rechtskonservativer Kreise in Bordesholm und Umgebung gestreuten Gerüchte und Anschuldigungen sollen ihn schon bald zermürbt haben, weshalb Zabel nach Stettin übersiedelte, wo er sich am Aufbau des Bezirksverbandes des Allgemeinen Deutschen Gewerkschaftsbundes (ADGB) für Pommern-Mecklenburg-Strelitz beteiligte, den er von Mitte 1932 bis zum Frühjahr 1933 leitete. Sein Nachfolger im Amt des Landrates, der spätere Nationalsozialist Waldemar von Mohl, qualifizierte ihn wegen seines Scheiterns in Bordesholm in einem privaten Brief als „verunglückten Sozi“.
Zeitweise war Zabel Stadtverordneter in Stettin und Mitglied des Provinziallandtags der Provinz Pommern. Außerdem wirkte er als Redakteur für das Eisenbahner-Echo, als Gaujugendleiter für den Reichsbanner Schwarz-Rot-Gold und als Waisenrat in Stettin. 1932 und 1933 wurde er in den Preußischen Landtag gewählt.
Nach der Machtübernahme der Nationalsozialisten wurde Zabel im Zusammenhang mit der Zerschlagung der Gewerkschaften im Mai 1933 von den Nationalsozialisten inhaftiert und war bis kurz vor Weihnachten gleichen Jahres im Konzentrationslager Esterwegen inhaftiert. Nach der Haftentlassung engagierte sich Zabel im Widerstand gegen das NS-Regime. Er unterhielt Verbindungen zur „Illegalen Reichsleitung“ der Gewerkschaften und insbesondere zu Wilhelm Leuschner, der ihn im Zusammenhang mit den Umsturzplänen rund um den 20. Juli 1944 nach Ende des NS-Regimes wieder in Stettin als leitenden Gewerkschafter einsetzen wollte.
Zabel wurde als ehemaliges Vorstandsmitglied der Reichsanstalt für Arbeitsvermittlung und Arbeitslosenversicherung im September 1945 zum Leiter des Arbeitsamtes in Flensburg ernannt. Im Januar 1946 wurde er Leiter des Arbeitsamtes Kiel. Im Juni 1946 wurde er mit der Wahrnehmung der Geschäfte des Präsidenten des Landesarbeitsamtes von Schleswig-Holstein betraut und kurz darauf zum Oberregierungsrat ernannt. 1947 übernahm er die Leitung des Landeswohnungsamtes, die er bis zu seinem Tod innehatte. Eine an sich mit dem Amt verbundene und vorgesehene Beförderung zum Regierungsdirektor wurde nicht realisiert.